# Clavularia magelhaenica
Clavularia magelhaenica is een zachte koraalsoort uit de familie Clavulariidae. De koraalsoort komt uit het geslacht Clavularia. Clavularia magelhaenica werd in 1878 voor het eerst wetenschappelijk beschreven door Studer. 